# Isenberg (Adelsgeschlecht)

Wappen derer von Isenberg vor 1297

Wappen derer von Isenberg ab 1297

Die Grafen von Isenberg waren eine Nebenlinie der Grafen von Berg-Altena.

## Geschichte
Um das Jahr 1175 kam es zu Konflikten zwischen Arnold und Friedrich von Altena um das Erbe des Vaters Everhard von Altena. In der Folge kam es zur Spaltung in die Linien Altena-Isenberg und Altena-Mark.
Graf Arnold von Altena, der zunächst die Burg Nienbrügge als Hauptsitz besaß, ließ vor dem Jahr 1200 in der Nähe von Hattingen die Burg Isenberg errichten. Diese hatte verschiedene Funktionen. Sie war einerseits Landesburg des Erzstifts Köln wie auch Sitz der Grafen von Isenberg. Nach dieser Burg hat sich Arnold später auch benannt. Die Grafen von Isenberg hatten neben ihrem verstreuten Allodialbesitz die Vogtei über die Güter des Stift Essen inne. Außerdem hatten sie wichtige Ortsvogteien für das Kloster Werden inne.
Der bekannteste Vertreter der Familie war Graf Friedrich von Isenberg, verheiratet mit Sophie von Limburg. Nach einer von ihm 1221 veranlassten Vogteirolle besaß er Vogteirechte an 36 Oberhöfen mit 1440 Bauernhöfen in 905 Orten.
Friedrich hat an der Spitze einer Adelsverschwörung 1225 seinen Onkel Erzbischof Engelbert I. von Köln ermordet, nachdem letzterer zuvor versucht hatte, die Macht der mit dem Erzstift Köln konkurrierenden Adelsgeschlechter zu brechen. Nach der Tat wurde Friedrich geächtet und hingerichtet und seine Besitztümer wurden aufgeteilt. Angehörige der Familie wie Engelbert von Isenberg oder Bruno von Isenberg verloren ihre Ämter oder Aufstiegsmöglichkeiten im kirchlichen Dienst. Die Isenburg wurde 1226 von Erzbischof Heinrich I. von Müllenark zerstört. Der Sohn Friedrichs Dietrich von Isenberg erbaute 1241/42 bei Essen-Rellinghausen die Burg Neu-Isenburg.
Trotz erheblicher Verluste gelang es Dietrich von Isenberg in einem etwa dreizehn Jahre lang andauernden Kampf (Isenberger Wirren) gegen die eng verwandten Grafen von Altena-Mark ein etwa 120 km² großes Gebiet zu behaupten. Nach dem neuen Hauptsitz Limburg (heute Hohenlimburg) nannte sich das Geschlecht ab 1247 Grafen von Limburg. Dietrich verzichtete 1248 endgültig auf die Vogteirechte über das Stift Essen und auf den Besitz der Burg Neu-Isenburg. Letztere wurde 1288 zerstört.
Dietrichs I. Sohn Eberhard begründete die Linie Limburg-Hohenlimburg und Broich. Er überlebte Bruder Heinrich und Johann I,  Sohn Johan  begründete die Linie Limburg-Styrum.

## Wappen
Das Wappen war anfangs eine rote Rose in silbernem Schild. 1297 wurde die Rose durch den Limburger Löwen ersetzt.

## Personen
1. Arnold von Altena-Isenberg († 3. Mai 1206 oder 1207 oder 1209), Graf von Altena-Isenberg ⚭ mit Mathilde von Cleve, Altenhof, Mauerhof, Styrum
  1. Friedrich von Isenberg  (* vor 1193; † 1226), Graf von Isenberg ⚭ mit Sophie, Tochter des Herzogs Walram IV von Limburg[1]
    1. Dietrich von Altena-Isenberg  Nennt sich seit 17. Juli 1242 Graf Dietrich I von Limburg (* um 1215; † 1301), Graf von Isenberg ⚭ mit Adelheid von Sayn
      1. Heinrich († vor 1248)
      2. Johann (* vor 1246; † vor 1277) ⚭ mit Agnes von Wildenberg. Es folget: die Linie Herren von Limburg-Styrum
      3. Eberhard I (* 1252; † 17. Juni 1304) ⚭ Agnes N.(möglich von Volmarstein). Es folget: die Linie Grafen von Limburg - Hohenlimburg
        1. Dietrich II von Limburg zu Hohenlimburg (* um 1276; † 9. August oder 1. Juni 1364 ) ⚭ 1) Irmgard von Greiffenstein  ⚭ 2) Elisabeth von Strunckede
          1. Eberhard II (* um 1298; † 11. November 1344) ⚭ Jutta van Sayn
            1. Dietrich III (* um 1328; † 18. Mai 1405) ⚭ Lukarda von Broich.  Es folget: die Linie von Limburg - Hohenlimburg & Broich

  2. Dietrich III. von Isenberg († 1226), Bischof von Münster von 1218 bis 1226
  3. Philip von Isenberg († vor 1246), Propst von Soest
  4. Engelbert I. von Isenberg († 1250), Bischof von Osnabrück
  5. Bruno von Isenberg († 20. Dezember 1258), Bischof von Osnabrück von 1250 bis 1258
  6. Gottfried von Isenberg († vor 1247), Domdechant von Münster
  7. Wilhelm von Isenberg († vor 1242)
  8. Adolf von Isenberg († um 1258) ⚭ Elisabeth von Arnsberg-Holte